# Kanton Beaumont-de-Lomagne
Kanton Beaumont-de-Lomagne (francouzsky Canton de Beaumont-de-Lomagne) je francouzský kanton v departementu Tarn-et-Garonne v regionu Midi-Pyrénées. Tvoří ho 18 obcí.

## Obce kantonu
- Auterive
- Beaumont-de-Lomagne
- Belbèse
- Le Causé
- Cumont
- Escazeaux
- Esparsac
- Faudoas
- Gariès
- Gimat
- Glatens
- Goas
- Lamothe-Cumont
- Larrazet
- Marignac
- Maubec
- Sérignac
- Vigueron